# Chan Chin-wei
Dans ce nom chinois, le nom de famille, Chan, précède le nom personnel.
Pour les articles homonymes, voir Chan.
Ne pas confondre avec Chan Yung-jan et Chan Hao-ching également joueuses de tennis.
Chan Chin-wei, née le 8 janvier 1985 à Kaohsiung, est une joueuse de tennis taïwanaise, professionnelle depuis 2003.

## Palmarès

### Titre en double dames
| No | Date       | Nom et lieu du tournoi | Catégorie | Dotation  | Surface    | Partenaire | Finalistes                       | Score    |          |
| -- | ---------- | ---------------------- | --------- | --------- | ---------- | ---------- | -------------------------------- | -------- | -------- |
| 1  | 16-09-2013 | KDB Korea Open Séoul   | Intern'l  | 500 000 $ | Dur (ext.) | Xu Yifan   | Raquel Kops-Jones Abigail Spears | 7-5, 6-3 | Parcours |

### Finales en double dames
| No | Date       | Nom et lieu du tournoi               | Catégorie | Dotation  | Surface    | Vainqueures                          | Partenaire        | Score            |          |
| -- | ---------- | ------------------------------------ | --------- | --------- | ---------- | ------------------------------------ | ----------------- | ---------------- | -------- |
| 1  | 30-07-2007 | Nordea Nordic Light Open Stockholm   | Tier IV   | 145 000 $ | Dur (ext.) | Anabel Medina Virginia Ruano Pascual | Tetiana Luzhanska | 6-1, 5-7, [10-6] | Parcours |
| 2  | 19-09-2011 | WANLIMA Int'l Women's Open Guangzhou | Intern'l  | 220 000 $ | Dur (ext.) | Hsieh Su-wei Zheng Saisai            | Han Xinyun        | 6-2, 6-1         | Parcours |

### Titre en double en WTA 125
| No | Date       | Nom et lieu du tournoi                    | Catégorie | Dotation  | Surface    | Partenaire       | Finalistes             | Score            |          |
| -- | ---------- | ----------------------------------------- | --------- | --------- | ---------- | ---------------- | ---------------------- | ---------------- | -------- |
| 1  | 01-09-2014 | Huangcangyu WTA Suzhou Ladies Open Suzhou | WTA 125   | 125 000 $ | Dur (ext.) | Chuang Chia-jung | Misa Eguchi Eri Hozumi | 6-1, 3-6, [10-7] | Parcours |

### Finales en double en WTA 125
| No | Date       | Nom et lieu du tournoi                                | Catégorie | Dotation  | Surface    | Vainqueures                     | Partenaire   | Score            |          |
| -- | ---------- | ----------------------------------------------------- | --------- | --------- | ---------- | ------------------------------- | ------------ | ---------------- | -------- |
| 1  | 21-07-2014 | Zhonghong Jiangxi International Women's Open Nanchang | WTA 125   | 125 000 $ | Dur (ext.) | Chuang Chia-jung Junri Namigata | Xu Yifan     | 7-64, 6-3        | Parcours |
| 2  | 27-07-2015 | Jiangxi Women's Tennis Open Nanchang                  | WTA 125   | 125 000 $ | Dur (ext.) | Chang Kai-chen Zheng Saisai     | Wang Yafan   | 6-3, 4-6, [10-3] | Parcours |
| 3  | 08-09-2015 | Dalian Women's Tennis Open Dalian                     | WTA 125   | 125 000 $ | Dur (ext.) | Zhang Kailin Zheng Saisai       | Darija Jurak | 6-3, 6-4         | Parcours |

## Parcours en Grand Chelem

### En simple
| Année | Open d'Australie | Open d'Australie   | Internationaux de France | Internationaux de France | Wimbledon | Wimbledon       | US Open | US Open            |
| ----- | ---------------- | ------------------ | ------------------------ | ------------------------ | --------- | --------------- | ------- | ------------------ |
| 2006  | —                | —                  | Q2                       | Sandra Kloesel           | Q2        | Romina Oprandi  | Q1      | Yulia Beygelzimer  |
| 2007  | Q3               | Jorgelina Cravero  | —                        | —                        | Q1        | Petra Cetkovská | Q1      | Renata Voráčová    |
| 2008  | Q1               | Rosana De Los Rios | —                        | —                        | —         | —               | Q2      | Yaroslava Shvedova |
| 2009  | Q1               | Maret Ani          | Q1                       | Neuza Silva              | Q1        | Shenay Perry    | —       | —                  |

N.B. : à droite du résultat se trouve le nom de l'ultime adversaire.

### En double dames
| Année | Open d'Australie            | Open d'Australie            | Internationaux de France     | Internationaux de France | Wimbledon                    | Wimbledon                   | US Open                      | US Open                |
| ----- | --------------------------- | --------------------------- | ---------------------------- | ------------------------ | ---------------------------- | --------------------------- | ---------------------------- | ---------------------- |
| 2006  | -                           | -                           | -                            | -                        | 1er tour (1/32) Hsieh Su-wei | E. Daniilídou Anabel Medina | -                            | -                      |
| 2015  | -                           | -                           | 1er tour (1/32) Lauren Davis | C. Dellacqua Y. Shvedova | 1er tour (1/32) N. Melichar  | Karin Knapp Roberta Vinci   | 1er tour (1/32) Darija Jurak | C. Garcia K. Srebotnik |
| 2016  | 1er tour (1/32) Kurumi Nara | Vania King Kudryavtseva     | -                            | -                        | 1er tour (1/32) Han Xinyun   | Raquel Atawo Abigail Spears | -                            | -                      |
| 2017  | 1er tour (1/32) J. Namigata | Tatjana Maria P. Parmentier | -                            | -                        | -                            | -                           |                              |                        |

Sous le résultat, la partenaire ; à droite, l’ultime équipe adverse.

## Parcours en Fed Cup
| #                                                             | Date       | Lieu       | Surface      | Gagnante(s)                    | Perdante(s)                         | Score     |          |
|                                                               |            |            |              |                                |                                     |           |          |
| 2007 - Barrage (groupe mondial II) - Croatie - Taïwan - 3 : 2 |            |            |              |                                |                                     |           |          |
| 1                                                             | 14/07/2007 | Split      | Terre (ext.) | Ana Vrljić                     | Chan Chin-wei                       | 6-0, 6-1  | Parcours |
|                                                               |            |            |              |                                |                                     |           |          |
| 2016 - Barrage (groupe mondial II) - Pologne - Taïwan - 1 : 4 |            |            |              |                                |                                     |           |          |
| 2                                                             | 16/04/2016 | Inowrocław | Dur (int.)   | Chan Chin-wei Chuang Chia-jung | Klaudia Jans-Ignacik Katarzyna Kawa | 6-2, 7-61 | Parcours |
|                                                               |            |            |              |                                |                                     |           |          |
| 2017 - 1er tour (groupe mondial II) - Russie - Taïwan : 4 - 1 |            |            |              |                                |                                     |           |          |
| 3                                                             | 11/02/2017 | Moscou     | Dur (int.)   | Anna Blinkova Anna Kalinskaya  | Chan Chin-wei Hsu Ching-wen         | 6-3, 7-5  | Parcours |

## Classements WTA en fin de saison
| Année          | 2001 | 2002 | 2003 | 2004 | 2005 | 2006 | 2007 | 2008 | 2009 | 2010 | 2011 | 2012 | 2013 | 2014 | 2015 | 2016 | 2017 |
| Rang en simple | 898  | 805  | 391  | 288  | 256  | 167  | 206  | 199  | 425  | 514  | 384  | 262  | 325  | 434  | 1195 | -    | 808  |
| Rang en double | 674  | 331  | 418  | 182  | 140  | 97   | 142  | 119  | 106  | 169  | 111  | 137  | 121  | 85   | 79   | 144  | 236  |

Source : (en) Classements de Chan Chin-wei sur le site officiel de la Fédération internationale de tennis